# Tapetenwechsel (1984)
Tapetenwechsel ist eine Filmkomödie von Gabriela Zerhau aus dem Jahr 1984.

## Handlung
München im Wohnungsmangel. Mona wird die Wohnung gekündigt: Eigenbedarf. Der Sohn der Vermieterin, ein frischer „Doktor“, soll hier einziehen. Ohne Wohnung sieht sich Monas Freund Thomas außerstande die Beziehung weiter fortzusetzen. Schließlich kennt er eine „nette Eigentumswohnung“ (in der schon ein Mädchen wohnt!). 
Auf ihrer verzweifelten Wohnungssuche lernt Mona Rechtsanwalt Wolfgang kennen, der ihr helfen will, gegen den Eigenbedarf vorzugehen. Doch es ist nicht alles so, wie es ausschaut…

## Hintergrund
Der Film hatte am 29. Juni 1984 in Deutschland seine Premiere. Er wurde in München gedreht.
Tapetenwechsel ist die erste Filmarbeit der Schauspielerin Christine Neubauer.

## Kritiken
„Erstlingsfilm; eine brav-biedere Komödie, die nur in wenigen Momenten dem reizvollen Thema überzeugende Momente oder gar satirische Schärfe abgewinnt.“